# بودینی (قبیله)

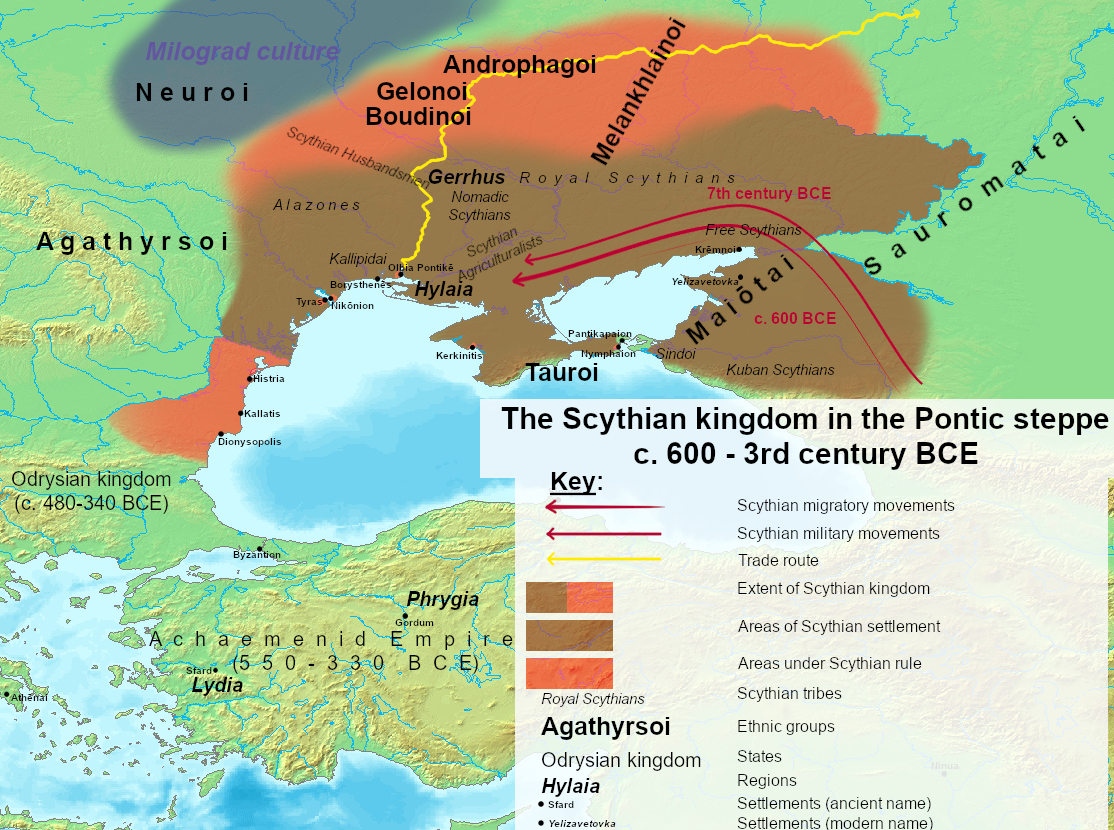
موقعیت بودین‌ها در نزدیکی سکاها.

بودین‌ها (یونانی باستان: Βουδῖνοι) یک قبیله باستانی سکایی بودند که وجود آنها در دوران باستان توسط نویسندگان یونانی-رومی ثبت شده است.
بودین‌ها با قبایل اندروفاگی و ملانکلانی ارتباط نزدیک داشتند و در کنار گلونی‌ها در دره رود ورسکلا زندگی می‌کردند.

## تاریخچه
سکاها در منطقه استپ‌های ولگا-اورال آسیای مرکزی، احتمالاً در حدود قرن نهم قبل از میلاد، به عنوان بخشی از جمعیت فرهنگ گورالواری که حاوی عنصر مهمی است که از فرهنگ سیبری آندرونووا سرچشمه می‌گیرد، پدید آمدند.
جمعیت فرهنگ سروبنایا (گورالواری) از جمله اولین گروه‌های دامپرور واقعاً عشایری بودند که خود در قرن نهم قبل از میلاد در استپ‌های آسیای مرکزی و سیبری در نتیجه آب و هوای سرد و خشک حاکم بر آن مناطق مهاجرت به این سو را آغاز کردند.
در طول قرون ۹ تا ۸ قبل از میلاد، حرکت قابل توجهی از مردم کوچ نشین استپ اوراسیا زمانی آغاز شد که دیگر قبیله‌های ایرانی‌تبار کوچ نشین نزدیک به سکاها از شرق آسیای مرکزی، شامل ماساژت ها یا ایسدونس ها به سمت غرب مهاجرت کردند، سکاهای اولیه ساکن مناطق غربی تر را مجبور به عبور از رود اراکس به سمت غرب کردند، و به دنبال این فشار از قبایل شرقی تر برخی از قبایل سکاها در امتداد غربی نواحی استپ و سواحل دریای سیاه مهاجرت کردند که همراه با کیمریان که آنها نیز یک مردم سکا تبار کوچ نشین بودند، به حرکت خود به سمت اروپا ادامه دادند.برخی از آنها که همچنان در منطقه گلون زندگی میکردند در لشکرکشی داریوش به سرزمین سکا ها علیه هخامنشی ها جنگیدند و شکست خوردند.